# Diana, Princess of Wales: Tribute
A Diana Princess of Wales Tribute című lemez Diana, walesi hercegnő halála után megjelent emléklemez.

## Az album dalai
CD 1
1. Who Wants to Live Forever  (Brian May) – 5:14  (Queen)
2. You Have Been Loved  (George Michael, David Austin) – 5:28 (George Michael)
3. Angel  (Annie Lennox, Dave Stewart) – 4:16  (Annie Lennox)
4. Make Me a Channel of Your Peace   (Sinéad O’Connor) – 2:36 (Sinéad O’Connor)
5. Miss Sarajevo (The Edge, Bono, Adam Clayton, Brian Eno, Larry Mullen, Jr.) – 5:19 (Luciano Pavarotti, The Passengers)
6. Shakespeare's Sonnet No. 18   (Bryan Ferry) – 2:52  (Bryan Ferry)
7. Little Willow   (Paul McCartney) – 2:56 (Paul McCartney)
8. Tears in Heaven   (Eric Clapton, Will Jennings) – 4:31  (Eric Clapton)
9. Everybody Hurts  (Peter Buck, Mike Mills, Michael Stipe, Bill Berry) – 4:58   (R.E.M.)
10. Streets of Philadelphia  (Bruce Springsteen) – 3:14  (Bruce Springsteen)
11. Don't Dream It's Over  (Neil Finn) – 3:53 (Neil Finn)
12. Hymn to Her – 4:54  (The Pretenders)
13. Love Minus Zero/No Limit  .(Bob Dylan) – 4:30 (Rod Stewart)
14. In the Sun  (Joseph Arthur) – 6:42  (Peter Gabriel)
15. Watermark  (Enya) – 2:24  (Enya)
16. Evergreen (Love Theme From 'A Star Is Born')  (Barbra Streisand, Paul Williams) – 3:07  (Barbra Streisand)
17. Every Nation (R. Kelly) – 4:50  (Red Hot R+B All Stars)
18. I'll Fly Away  (Albert E. Brumley) – 4:15  (Aretha Franklin)

CD 2
1. I'll Be Missing You  (Sting, Faith Evans) – 4:03  (Puff Daddy)
2. Because You Loved Me  (Diane Warren) – 4:31 (Celine Dion)
3. Gone Too Soon  (Larry Grossman, Buz Kohan) – 3:23 (Michael Jackson)
4. You Were Loved  (Diane Warren) – 4:09 (Whitney Houston)
5. You Gotta Be  (Des'ree, Ashley Ingram) – 3:59 (Des'ree)
6. Hero [Live]  (Mariah Carey, Walter Afanasieff) – 4:36 (Mariah Carey)
7. Prayer for the Dying  (Seal, Gus Isidore) – 4:15 (Seal)
8. Missing You   (Lionel Richie) – 4:15  (Diana Ross)
9. Wish You Were Here  (Barry, Robin és Maurice Gibb) – 4:45  (Bee Gees)
10. How Could an Angel Break My Heart  (Babyface, Toni Braxton) – 4:19 (Kenny G, Toni Braxton)
11. Love Is a Beautiful Thing  (Seth Swirsky) – 3:45 (Tina Turner)
12. All That Matters  (Paul Field) – 4:17 (Cliff Richard)
13. Mama  (Matt Rowe, Richard Stannard, Spice Girls) – 5:03 (Spice Girls)
14. Don't Wanna Lose You  (Gloria Estefan) – 4:01 (Gloria Estefan)
15. Stars  (Mick Hucknall) – 4:09 (Simply Red)
16. Ave Maria  (Franz Schubert) – 4:40  (Michael Bolton, Plácido Domingo)
17. Pavane  (Maurice Ravel, Philip Jap) – 4:05 (Lesley Garrett)
18. I Am in Love With the World  (Chicken Shed) – 3:59  (Chicken Shed)